# Зоран Стевановић (музичар)
Зоран Стевановић (мађ. Sztevanovity Zorán; Београд, 4. март 1942) мађарски је певач, гитариста, композитор, драматург и текстописац српског порекла. Рођени је брат Душана Стевановића.

## Биографија
Стевановићи су се преселили у Мађарску када је Зоран имао шест године. Зоранов отац је добио посао као дипломатски представник Југославије у Будимпешти. Породица се касније из политичких разлога није могла вратити у Југославију, тако да су стицајем околности нашли нову домовину у Мађарској.
Средњу школу је Зоран завршио у Будимпешти, а на факултет се уписао 1960. године. Намеру да заврши за електро инжињера је после три године факултета прекинула успешна музичка каријера.

### Метро каријера
Током 1960. године је са својим пријатељима Ференцом Бокањијем, Јаношем Фогарашом и Карољем Френрејсом основао музичку групу Зенит. Група је наступала у ноћном бару Хангулат на Западном колодвору у Будимпешти. Током 1961. године група се проширила и до 1963. усталила се и наступала у саставу:
- Иштван Балинт (Bálint István), бубњеви
- Золтан Елекеш (Elekes Zoltán), саксофон
- Бела Мака (Maka Béla), контрабас
- Андраш Рудаш (Rudas András), клавијатура
- Душан Стевановић (Sztevanovity Dusán), гитара
- Зоран Стевановић (Sztevanovity Zorán), соло гитара и певач

Те године су прешли да свирају у ноћни клуб Метро, променили су име групе и постали једни од најпопуларнијих музичких група у Мађарској. Преласком у Метро и са стицањем популарности многи женски вокали су долазили да се опробају са групом. Неки од најпознатији су били Жужа Конц (Koncz Zsuzsa) и Шаролта Залатнај (Zalatnay Sarolta).
Током 1962. и 1963. успеси су се ређали један за другим. Са Гершвиновим песмом Летње доба (Summertime), коју је препевао на мађарски језик је победио на такмичењу Ко шта зна (Ki Mit Tud-on). Такође су у током шездесетих година били популарни летњи музички фестивали на којима је Зоран са групом често учествовао. Највећи успех до тада је постигао са композицијом Беле стене (Fehér sziklák).
Музички састав Метро је деловао све до 1972. године када се група распала. У деценији рада издали су велики број синглерица и два ЛП-ја. Један од ова два је био и први мађарски концертни снимак на плочи.

## Пост метровске године
После распада групе Зоран је једно време био певач групе Таурус, али без неког запаженијег успеха. Такође је имао иностране музичке излете. Ово сваштарење Зоран је наставио све до 1976. године.

### Соло каријера
Сусрет са Габором Прешером је био одлучујући за други део каријере Зорана Стевановића. Први заједнички лонг плеј су издали 1977. године и на њему се налази и данас једна од најпрепознатљивија од Зоранових композиција са насловом Вера мога оца, (Apám hitte) .
На синглерицама највише је доприноса дао легендарној мађарској музичкој групи Локомотив ГТ (Locomotiv GT), међутим то је већ радио у сарадњи са братом Душаном. Такође је писао композиције за, такође познату мађарску групу, Фонограф и познату песму Јаноша Бродија, Немој да чекаш мај (Ne várd a májust).
Током осамдесетих Зоран је направио застој у компоновању и издавању нових песама. Ласло Тот га је 1989. године позвао да буде водитељ у Радију Калипсо (Calypso Rádió), што је Зоран прихватио и задржао се тамо и током деведесетих.
Током 1991. године Зоран је издао албум под насловом Животне судбине (Az élet dolgai), који је постигао огроман успех са водећом песмом Љубав је пролазна (A szerelemnek múlnia kell).
Од 1993, сваке године прави мање или веће турнеје по Мађарској, окупљајући врсне музичаре, прерађује познате композиције познатих музичара као што су Стинг, Леонард Коен и Крис Реа.
Током 2003. године је извео концерт у пратњи симфонијског концерта и издао ЦД и DVD са тог догађаја. Касније, 2005. је у Веспрему на свечаностима извео концерт уживо на коју је надодата предства која се касније још изводила и у другим градовима и на другим фестивалима.
У Будимпештанској спортској арени је 2007. године одржао концерт и опет са тог догађаја издао ЦД и DVD. У овој тридесет песама дугом концерту се појавио и Зоранов брат Душан где је отпевао неколико стихова једне песме.

## Албуми

### Метро група
- Метро (Metro), (1969)
- Једно веће у метро клубу... (Egy este a Metro klubban…), (1970)
- Метро концерт (Metro koncert), (1992)
- Сабрана дела групе Метро (A Metro együttes összes felvétele), (1992)
- Злато и дијаманти (Gyémánt és arany) (2000)